# Bartolomé de Selma y Salaverde
Bartolomé de Selma y Salaverde (né vers 1595 à Cuenca et mort après 1638) est un bassoniste (douçaine) et un compositeur baroque espagnol, actif de 1613 à 1638.

## Biographie
Fra Bartolomeo de Selma y Salaverde a probablement reçu une éducation musicale de son père Bartolomé de Selma († 1616), qui était un musicien de cour et probablement facteur d'instruments à vent à la Cathédrale Sainte-Marie et Saint-Julien de Cuenca. Après sa formation musicale, il fait sa profession religieuse en 1613 au Couvent de San Felipe el Real à Madrid, siège de l'ordre augustin en Espagne. Plus tard il se rend en Europe centrale. De 1628 à 1630, il a un poste de bassoniste à la chapelle de la cour de l'archiduc Léopold V d'Autriche-Tyrol à Innsbruck. En 1626, après son mariage avec Claude de Médicis, ce dernier a considérablement agrandi sa chapelle de cour, selon le modèle italien et elle compte les meilleurs musiciens d’Europe.
D'autres lieux de séjour de Salaverde ne sont pas exactement connus. Il a probablement travaillé dans diverses chapelles de cour, peut-être en Autriche et en Pologne. En 1638, il fait publier chez Bartolomeo Magni à Venise un recueil sous le titre Canzoni fantasie e correnti da suonar a 1, 2, 3, 4 voci con Basso Continuo. Sur la page de titre, il se décrit toujours comme Musicus & Suonator di Fagotto Archduke Leopoldus. Cet ouvrage est dédié à Charles-Ferdinand Vasa, prince évêque de Wrocław et fils du roi de Pologne. Les 57 pièces individuelles, y compris des canzones, des fantaisies et des danses telles que des balletti, des gaillardes et des courantes. Certaines de ces œuvres sont à double chœur.
Ses informations sur le rythme et la dynamique, ainsi que la pratique de la diminution en musique, sont encore actuellement précieuses pour la pratique de la performance. L'atelier qu'il dirigeait a été l'un des premiers à produire des bassons.

## Discographie
- Canzoni, Fantasie et Correnti (Venise, 1638) - Syntagma Amici, Jérémie Papasergio (août 2008, Ricercar RIC 279) (OCLC 836999154)